# 劉玄詠
劉玄詠（英語：Suan-Yung Liu，1960年—），為臺灣长号演奏家、指揮家、音樂教育家、音樂推廣與藝文產業推動者，現任駐奧地利代表。

## 生平
劉玄詠出生於新竹縣，於1976年進入省立臺北師專音樂科（現「國立臺北教育大學」音樂學系），钢琴師事周靜、聲樂師事歐陽如萍老師，因當時老師的推薦選修了长号，並向傅立德牧師以及張伯州老師學習。 1983年進入臺灣省立交響樂團（現「國立臺灣交響樂團」）服務， 1987年考取國立維也納音樂院（奧地利國立維也納音樂暨表演藝術大學），師事屈柏克教授（Horst Küblböck），於1991年取得國立維也納音樂院長號演奏家文憑，為台灣第一位獲此文憑之長號演奏家。 畢業後即回臺任職臺灣省立交響樂團（現「國立臺灣交響樂團」），並自1996年起擔任該樂團之長號首席。任教於東海大學、國立臺中師範學院（現「國立臺中教育大學」）、國立嘉義師範學院（現「國立嘉義大學」）等音樂系所，除擔任學校樂團指揮外，也出版了音樂學術論著，如《管樂大師Alfred Reed作品研究》（2015年）、2011年《專業樂團形象品牌經營之研究-以國立臺灣交響樂團為例》、《參訪德國、匈牙利專業樂團營運管理及品牌經營報告》（2006年）、《長號演奏技巧》、1998年《低音銅管樂器教材研究及德奧交響樂團組織與運作》（2002年）等。
2008-2011年首次擔任國立臺灣交響樂團團長，並於2016年第二次擔任團長至今；擔任團長期間以偏遠地區為據點舉辦音樂營活動，如「2023年 NTSO國際青少年管弦樂營」成果音樂會在澎湖、「2023年 NTSO花蓮與臺東地區青少年管樂營」等， 推動偏遠地區音樂教育平等；其亦推展台灣藝文活動與文化觀光結合，如與日月潭國家風景管理處合作舉辦「NTSO日月潭國際音樂節」。在嚴重特殊傳染性肺炎疫情期間推動「NTSO數位音樂廳 （页面存档备份，存于）」的建置。
於2017年獲第六屆臺中市表演藝術金藝獎、2004年國立臺北教育大學(原國立臺北師範學院)傑出校友獎以及2003年教育部彰化社會教育館社教有功人員等獎項。

## 獲獎紀錄
- 2017年 獲第六屆臺中市表演藝術金藝獎[14]
- 2010年 獲行政院文化建設委員會模範公務人員[15]
- 2005年 獲行政院文化建設委員會模範公務人員
- 2003年 獲教育部彰化社會教育館社教有功人員
- 2001年-2003年 指揮臺中女中管樂團獲臺灣管樂協會管樂大賽連續三年第一名及金龍旗指揮冠軍獎

## 專書著作
- 2015年《管樂大師Alfred Reed作品研究[5]》
- 2013年《2010嘉義市國際管樂節「就是要你管」演出音樂會曲目之詮釋[16]》
- 2011年《「泛黃樂譜新穎演奏」國立臺灣交響樂團擦亮老招牌》
- 2011年《專業樂團形象品牌經營之研究-以國立臺灣交響樂團為例[6]》
- 2010年《音樂臺中-臺中學研討會音樂文化篇論文集》
- 2006年《參訪德國、匈牙利專業樂團營運管理及品牌經營報告[7]》
- 2006年《隨圓舞曲翩翩起舞》
- 2002年《長號演奏技巧[8]》
- 1998年《低音銅管樂器教材研究及德奧交響樂團組織與運作》
- 1998年《滿面春風四季紅─鄧雨賢傳[17]》